# Paolo Massobrio
Paolo Massobrio (Milano, 8 gennaio 1961) è un giornalista, scrittore e gastronomo italiano, fondatore di Golosaria, rassegna di cultura e gusto, e presidente di Club Papillon, movimento di consumatori dedito al gusto.

## Biografia
Nasce a Milano nel gennaio del 1961 da genitori originari entrambi di Masio, comune del Monferrato. Dopo le scuole elementari dove esce con 137 temi volontari scritti in un solo anno e le scuole medie, frequenta ragioneria al IX Itc di Milano dove fonda un giornale, Il Bollettino, per cui il docente che figurava come direttore responsabile subisce un attentato con una bottiglia molotov nell’abitacolo della sua auto.
Dopo le scuole superiori si iscrive alla facoltà di Scienze Politiche all’Università Cattolica del Sacro cuore dove discuterà una tesi di laurea in statistica economica sul mercato del vino in Italia con il professor Gianfranco Miglio, preside di facoltà. Nel 1985 diventa sommelier, dopo aver frequentato i tre corsi propedeutici dell'AIS (Associazione Italiana Sommelier). Nel 1986 parte per il servizio militare che svolgerà nella caserma dell’Aviazione di Castello d’Annone. E in quell’anno, che coincide con lo scandalo del vino al Metanolo, conosce Giacomo Bologna, Luigi Veronelli, Bruno Lauzi, Gianni Mura, Angelo Gaja, Gianni Basso, Maurizio Zanella e un concerto di umanità varia che si ritrova nelle cantine Braida, dove nasce, di fatto, la squadra del vino italiano.
Nel 1987 viene assunto dalla Federazione Regionale Coldiretti Piemonte dove per 10 anni ricopre il ruolo di capo ufficio stampa, salvo una parentesi al periodico Il Coltivatore, dove svolge il praticantato per divenire giornalista professionista. Dal 2001 diventa direttore editoriale della casa editrice Comunica di Alessandria, che produrrà i suoi libri principali e i periodici Papillon e La Circolare, quest’ultima destinata ai soci del Club di Papillon.
Nasce in quell’ambito, nel 2000 un evento alla Palazzina di Caccia di Stupinigi, che prenderà il nome di Golosaria, realizzato in coincidenza con l’uscita del libro Il Golosario. Nel 2006 Golosaria sbarca a Milano e vi resta per 18 edizioni, mentre dal 2007 parte l’edizione nel Monferrato. È docente al Master sul Turismo enogatronomico all’Università Cattolica di Brescia. 

## Carriera
Nel 1985 inizia a scrivere sul settimanale Il Sabato; nel 1988 collabora a Il Giornale di Indro Montanelli occupandosi di economia agricola; nel 1991 approda a La Stampa come esperto di vini e la collaborazione prosegue da trent’anni. Collabora poi ai settimanali Epoca, Tempi, l’Espresso dove nel 1998 sostituisce il famoso critico Luigi Veronelli nella rubrica “La Bottiglia” dedicata ai vini. Viene chiamato a collaborare ai quotidiani Il Giorno, quindi Il Tempo, Italia Oggi e infine collabora con Avvenire dove per vent’anni ha curato una rubrica settimanale che si intitola “Appelli di Gusto”.
Per i mensili ha collaborato a GenteViaggi, Sale & Pepe, A Tavola, Vini & Liquori, scrive per Bell’Italia.
Nel 1991 fonda un periodico di critica enogastromica, Papillon, che darà il nome a un movimento di consumatori che nasce nel 1993 con un Treno enogastromico dal Monferrato che viene immortalato dalla telecamere di Uno Mattina.
Nel 1994 esce con una raccolta di recensioni dei migliori produttori di cose buone d’Italia che porta il nome de Il Golosario, poi pubblicato ogni anno dal 2000.

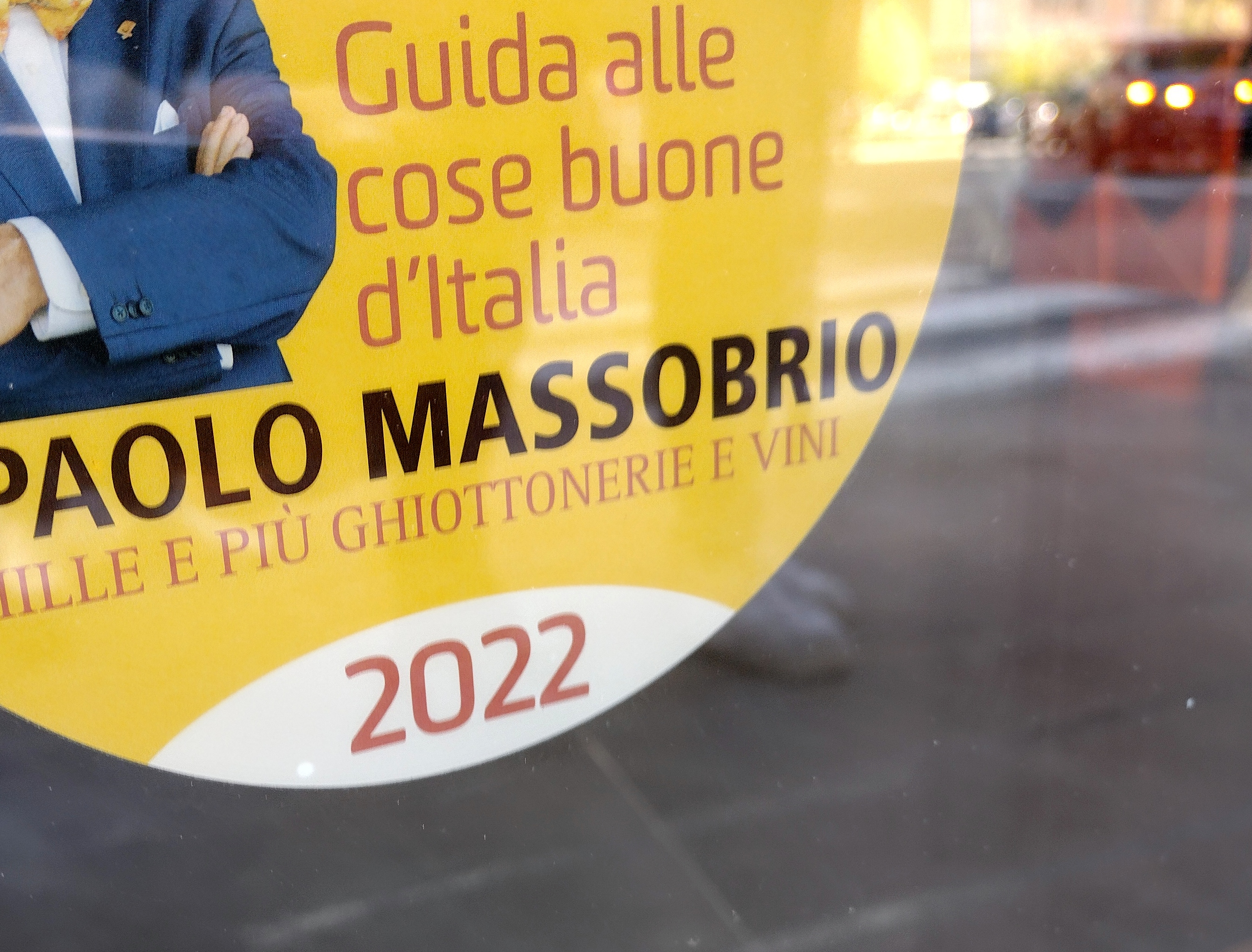
Golosario edizione 2022: adesivo sulla vetrina di un esercizio commerciale

Nel 1992 fonda la GuidaCritica&Golosa, dedicata prima ai ristoranti delle province di Asti e Alessandria e infine a tutto il Piemonte. Con Marco Gatti, fa anche un’edizione dedicata alla Lombardia che poi si unirà a quella piemontese. La Guida uscirà per 25 edizioni, fino al 2015, quando diventa guida nazionale: IlGolosario ristoranti di Gatti&Massobrio.
Nel 1997 viene chiamato da Edoardo Raspelli, come suo vice, per cinque edizioni, alla Guida d’Italia dei ristoranti dell'Espresso.
Nel 2014 inizia una collaborazione con la rivista giapponese Ryoritsushin, che prosegue tutt’oggi con articoli dedicati ai protagonisti del gusto in Italia, una volta al mese sul sito on line.
Nel 2016 la collaborazione si evidenzia con una giornata a Tokyo denominata mini-Golosaria.
Nel 2016 per Cairo editore dirige la collana I Libri del Golosario, che stamperà otto titoli.

## Radio e Televisione
Con Edoardo Raspelli e Gabriella Carlucci ha partecipato per due anni alla trasmissione Melaverde in onda la domenica su Rete 4, curando la rubrica sui vini.
Ha collaborato nel 2003 alla trasmissione "Linea Verde al Mercato" e nel 2004 alla rubrica “Gusto” del TG5, dal 2005 a  "Linea Verde", mentre nel 2008 è stato autore e conduttore della trasmissione “Pinzimonio” su Alice.
In radio ha curato la rubrica radiofonica "Il posto a tavola" nell'ambito del programma Oggi 2000 di Rai Radio Uno. Dal 2014 è stato giudice alla trasmissione La Prova del Cuoco su Rai 1 fino alla primavera 2020, mentre nel 2018 e 2019, per due edizioni, ha partecipato alla puntata dei critici gastronomici italiani giudici di Masterchef Italia.

## Iniziative
Sommelier e critico gastronomico, si occupa di educazione alimentare organizzando serate per l'Italia, con esperti e uomini del mondo dello spettacolo. Tra le curiosità, è segretario e ideatore dei "Seminari internazionali sul vino da Messa", mentre nel 1992 ha dato vita all'Associazione Club di Papillon di cui è Presidente, creando cinquanta gruppi sparsi in tutta Italia che svolgono attività di approfondimento del gusto.
Ogni anno a Milano e nel Monferrato, dal 2006, organizza Golosaria, rassegna di cultura e gusto (edizioni straordinarie anche a Corigliano Calabro, Fiastra, Mantova, Riccione, Bassano del Grappa, Padova e Treviso), con la partecipazione di 20.000 persone e il premio Top Hundred, dedicato ai 100 migliori vini d’Italia. Nel 2020, l’edizione milanese è stata ricondizionata con Golosaria Fiera on line.
Con il Club di Papillon svolge ogni anno Le Cene in Compagnia, iniziative di solidarietà per aiutare progetti agroalimentari in Italia e nel mondo: in Bosnia, in Burundi, in Portogallo, in Venezuela.
Aiuta i territori italiani negli eventi di comunicazione dedicati al gusto. E’ accaduto a Grosseto con Maremma Wine Shire per 4 anni; sui Colli Euganei e a Dolceacqua per 7 anni consecutivi, favorendo la comunicazione del vino. Quindi dal 2013 a Castegnato con la rassegna Fraciancorta in Bianco, dal 2018 a Diano Marina con Aromatica, dal 2016 a Carmagnola con la Fiera Nazionale del Peperone. Dal 2020 presiede la giuria del Premio al miglior Vermentino d’Italia di Diano Castello.
Ha collaborato al palinsesto di eventi e comunicazione di Expo dei Sapori a Milano, quindi Expo Riva hotel a Riva del Garda e Vinitaly a Verona e nello spazio Agrifood con il riconoscimento de IlGolosario. E’ stato nominato direttore artistico di Vinitaly and the city, il fuorisalone della fiera internazionale del vino che si svolge a Verona.
Ha fatto parte del Comitato Scientifico per la candidatura di Milano Expo 2015. Quindi come membro del Comitato “Le Firme di Expo 2015” e nel board del palinsesto del Padiglione Italia di Expo 2015.
Collabora con una rubrica dedicata ai vini all’hub IlGusto.it dei quotidiani La Stampa e La Repubblica del gruppo Gedi.

## Docenze
Nel 2007 ha tenuto un corso di giornalismo enogastronomico alla Scuola di Giornalismo dell’Università Cattolica. Quindi dal 2016 svolge docenze di comunicazione e marketing all’Università della Pizza di Vighizzolo d’Este. Per la Regione Friuli Venezia Giulia svolge lezioni di marketing e comunicazione, mentre dal 2019 è docente al Master in Comunicazione per il settore enologico e il territorio dell’Università Cattolica con sede a Brescia.

## Editoria
Nel 2014 ha editato il libro Àmati!, volersi bene attraverso il cibo, firmato da Silvio Spinelli e nel 2015 Diventare Grill Master, La via italiana al barbecue di Gianfranco Lo Cascio.
Nel 2019 ha pubblicato il libro di Gianni Rigoni Stern sulla Transumanza della pace dal titolo "Ti ho sconfitto felce aquilina".
È stato direttore della collana "I Libri de il Golosario" per Cairo Editore che ha esordito nel 2016 con Avanzi d’Autore e Cucinare i sapori d’Italia; nel 2017 con Subito Barbecue di Marco Agostini, Il Libro del riso italiano di Valentina Masotti e Massimo Biloni e L'Apericena non esiste di Federico Francesco Ferrero.
Nel 2018 è uscito con Bartender a casa tua di Alessandro Ricci e Vino, Assaggi memorabili, di cui è autore insieme a Marco Gatti, mentre è del 2019 il libro Mondo Caffè di Andrea Cuomo e Anna Muzio.

## Opere
- GuidaCriticaGolosa a Valle d’Aosta, Piemonte, Lombardia, Liguria e Costa Azzurra (Comunica Edizioni, dal 1992 al 2014)
- ilGolosario, guida alle cose buone d’Italia (Comunica Edizioni, dal 2000)
- Il Buon Bere, la guida ai vini (La Stampa, 2002)
- Riccardo Riccardi per la collana I semi di Veronelli (2003)
- L'Ascolto del vino, manuale di degustazione - con Marco Gatti (Comunica Edizioni, 2003, seconda edizione 2006, versione bilingue (italiano e inglese) 2012)
- L’Ascolto dei sapori - con Giovanna Ruo Berchera (Comunica Edizioni, 2004)
- Della quieta follia dei piemontesi - racconti di Bruno Lauzi (Comunica Edizioni, 2004)
- Avanzi d’autore - con Giovanna Ruo Berchera (Comunica Edizioni, 2005)
- L'Angelo dello Shaker la figura di Angelo Zola (Comunica Edizioni, 2005)
- Entrare nell'anima dei paesi; la Barbera è un abbraccio; L'imprevisto in un bicchiere; Dio va al bar- racconti nel libro A me piace l'estate ma è così bello l'inverno (Comunica Edizioni, 2004)
- Il Tempo del vino (Rizzoli, 2006)
- Il Vignaiolo mestiere d'arte - con Andrea Sinigaglia (Il Saggiatore, 2006)
- Maramangio - con Primo Vercilli, Giovanna Ruo Berchera, Umano Piemonte (Rizzoli, 2006)
- Umano Piemonte, in punta di penna dentro paesi, sapori ed eroiche esistenze (La Stampa, 2007)
- Adesso, 365 giorni da vivere con gusto (Comunica Edizioni, 2008)
- De.Co. la carta di identità del sindaco (Comunica Edizioni, 2008)
- I Giorni del Vino, 365 pagine di racconti, assaggi, profili e degustazioni (Einaudi, 2009)
- IlGolosario ristoranti, il taccuino dei ristoranti d'Italia di Gatti Massobrio - con Marco Gatti (Comunica Edizioni, dal 2015)
- I Libri de ilGolosario - collana (Cairo Editore, 2016)
- Avanzi d’Autore - con Giovanna Ruo Berchera (Cairo Editore, 2017)
- Cucinare i sapori d’Italia - con Giovanna Ruo Berchera (Cairo Editore, 2017)
- Vino, Assaggi memorabili - con Marco Gatti (Cairo Editore, 2018)
- Del Bicchiere Mezzo pieno - quando nella vita conta lo sguardo (Comunica Edizioni, 2020)
- Anna Dente, l’Ultima Ostessa (Comunica edizioni, 2021)
- Adesso, 365 giorni da vivere con gusto (Comunica edizioni, 2021)
- Il Signore degli Abissi, la cantina Bisson in fondo al mare (Comunica edizioni, 2022)
- Il Golosario Wine tour, guida all’enoturismo in Italia - con Marco Gatti (Comunica edizioni, 2022)
- Il Golosario Wine tour, guida all’enoturismo in Italia - con Marco Gatti (Comunica edizioni, 2023)
- Io Guenda e Il Gene Matto - di Lucia Ravera (comunica edizioni 2023)
- Aspettando Natale e Aspettando Pasqua - di Annalena Valenti (Comunica edizioni 2022 e 2023)

## Premi e riconoscimenti
- 1995 Vince il premio letterario/giornalistico Gino Testa.
- 1996 Vince il premio giornalistico del Roero.[12]
- 2000 Riceve il premio nazionale Airone d'Argento, il premio Pier Cesare Baretti e il premio PiemonteVip.
- 2001 Riceve premio Giovanni Borello.
- 2002 Vince il premio Lanzevino e l’Oscar del Successo della Provincia di Alessandria.
- 2003 Vince l'Arduino d'Oro, il trofeo Nicola Ghiglione.
- 2004 Vince il premio l’Agrestino d’Oro, il premio Primi d’Italia di Foligno e la Mela d’oro del Comune di Barge.
- 2005 Riceve dal Comune di Masio la cittadinanza onoraria e il Tastevin d’Argento.
- 2006 Si aggiudica il prestigioso premio Saint-Vincent per il giornalismo, consegnatogli al Quirinale dal presidente della repubblica Giorgio Napolitano.
- 2006 Vince il premio Cesare Pavese per il libro Il Tempo del Vino, e il premio Bacco d'Oro del Comune di Tradate.
- 2007 è stato insignito del premio Gambero Rampante Awards a Santa Margherita Ligure, del premio Piazza De' Chavoli a Pisa e del riconoscimento Antica Corte Pallavicina.
- 2010 Riceve il premio Gerini del Lyons Club Val Cerrina e il Premio Salone Agroalimentare Ligure conferito dalla Regione Liguria.
- 2010 Riceve il premio nazionale Lumaca d'oro dall'Istituto Internazionale di Elicicoltura di Cherasco e il premio internazionale Letteratura Enogastronomica di Minori-Costa d'Amalfi, per il libro I giorni del Vino.
- 2012 Comunica Edizioni e Paolo Massobrio ricevono a Torino il premio Libri da Gustare.
- 2013 Riceve a Pescara il Premio Internazionale di giornalismo Words of Wine.
- 2014 Il comune di Vignale Monferrato e quello di Coriano gli conferiscono la cittadinanza onoraria.
- 2014 Viene investito del titolo di Cavaliere d’Onore della Corporazione Acquavinattieri Italiani e con il libro l’Ascolto del Vino vince il primo premio nella saggistica della XIII edizione del concorso letterario “Il vino nella letteratura, nell'arte, nella musica e nel cinema”.
- 2014 riceve il premio nella saggistica della XIII edizione a San Stefano Belbo.
- 2015 Gli viene conferita l'onorificenza di Commendatore Ordine al merito della Repubblica Italiana
- 2017 Riceve il premio di Italia a Tavola come Personaggio dell’anno nella categoria degli Opinion Leader; il Premio Multimedia dell'Academie Internationale de la Gastronomie e la targa speciale al Premio Acqui Ambiente con il libro Cucinare i Sapori d’Italia.
- 2018 - Il comune di Longobardi di Calabria gli conferisce la cittadinanza onoraria.
- 2019, in occasione del centenario della nascita di Fausto Coppi, è stato riconosciuto tra i Campionissimi della Provincia di Alessandria.
- 2022 Ambasciatore del Gusto a Formaggi & Sorrisi di Cremona